# Ojmjakon
Ojmjakon (rus. Оймякон, jak. Өймөкөөн) selo je u Jakutskoj u Rusiji, u dalekoistočnom dijelu Sibira u Ojmjakonskom okrugu. Najhladnije je naseljeno mjesto na Zemlji (najniža izmjerena temperatura -71 °C) i nalazi se na lijevoj obali rijeke Indigirke. Ovdje živi oko 500 stanovnika, koji se pretežno bave stočarstvom i ribolovom. Od glavnog grada Jakutska, Ojmjakon je udaljen oko 1100 kilometara prema istoku. Najbliža područna cesta je Kolimska autocesta udaljena oko 32 kilometra sjeverozapadno. Najbliža susjedna naselja su Hara-Tumul i Bereg-Jurdja.

## Podrijetlo naziva
Mjesto je dobilo ime po rijeci čiji je naziv došao od riječi kheium iz evenskog jezika, što bi u slobodnom prijevodu značilo nesmrznuta voda, mjesto gdje ribe provode zimu. Prema drugom izvoru, rječnik tunguskog jezika, navodi da evenska riječ heyum znači zaleđeno jezero.

## Zemljopis

### Položaj i reljef
Mjesto Ojmjakon nalazi se u istočnom dijelu Sibira na obali rijeke Indigirke. Upravno pripada Jakutskoj. Smješten je na svega tri stupnja od polarnog kruga (66° 33' sgš). Predjel se odlikuje zajednicom tundre i tajge, a nadmorska je visina mjesta 741 metar. Mjesto je omeđeno ojmjakonskim planinama (3003 m) na zapadu i jugozapadu i planinom Tas Kistabit (2341 m) na sjeveru i sjeveroistoku. Rijeka Indigirka je s istoka usjekla svoju dolinu i ojmjakonsku kotlinu. Zemljište se zaleđuje do dubine od čak 1500 metara. Kako je Ojmjakon blizu sjevernog pola, duljina dana i noći tijekom godine iznimno varira; tijekom prosinca dan traje tri, a u lipnju 21 sat.

### Klima
Najspecifičnija odlika ovog mjesta je oštra kontinentalna klima koju karakteriziraju ekstremno hladne zime sa srednje toplim ljetima. Vjetar ne puše, a sunčev sjaj je intenzivan. Ojmjakon se smatra najhladnijim stalno naseljenim mjestom na svijetu, a naziva se i „Pol hladnoće“ sjeverne polutke. Najniža do sada izmjerena temperatura je –68 °C u meteorološkoj postaji Tomtor godine 1933. Temperatura od -71,2 °C, zabilježena je na spomeniku u Oymyakonu. Tijekom ljeta temperature mogu dostići 25-30 °C, pa je godišnja amplituda u ovom mjestu veća od 100 °C.
Najviša ikada izmjerena temperatura u Ojmjakonu iznosila je 34,6 °C u srpnju 2010. godine, dok je najniža temperatura zabilježena 6. veljače 1933. godine i iznosila je -67,7 °C. Srednja godišnja temperatura je -15,5 °C. Količina padalina je iznimno niska i iznosi svega 212 milimetara godišnje. Vjetar rijetko puše u Ojmjakonu. Prosječna brzina 1,2 m/s, a najčešće puše sa zapada i sjeveroistoka. Vlažnost zraka je visoka i prosječna godišnja iznosi 71 %. Najviša je izmjerena u siječnju (75 %), a najniža u lipnju (59 %). Ukupan broj dana sa snježnim pokrivačem je 213, a najsnježnije razdoblje je od listopada do travnja. Prosječna visina pokrivača u tom razdoblju je 21 cm, a najveća izmjerena 51 cm u veljači. Prosječna godišnja oblačnost u Ojmjakonu iznosi 6,5 desetina.

### Hidrografija
Okolina Ojmjakona je bogata izvorima tople vode. Glavni vodeni tok je Indigirka, koja teče s istoka. Izvire na Halkanskim planinama, točnije nastaje od dva manja toka (Tura Urjah i Tarin Jurah). Dugačka je 1726 kilometara i ulijeva se u Istočnosibirsko more. U razdoblju od listopada do svibnja površina rijeke se zaledi. Pogodna je za ribolov jer je bogata vrstama poput repuške, čira, muksune, zatim omulja i dr. Jugoistočno od sela nalaze se i dva veća jezera, Boljšoj i Mendereljah.

### Živi svijet
Predio je prekriven tipičnim predstavnicima tundre (patuljaste vrste drveća) i tajge (četinjače poput smreke, jele, ariša i dr.). Na području Ojmjakona živi posebna vrsta konja sličnih ponijima po visini, a odlikuju se iznimno dugom dlakom koja ih štiti od hladnoće tijekom zime. Vode su bogate ribom, a u šumama žive sobovi.

## Povijest
Među prvim istraživačima koji su posjetili ovaj dio Sibira bili su Semjon Dežnjev i Mihail Straduhin u 17. i Gavril Saričev u 18. stoljeću. Matvej Matvejevič Gedenštrom (1780.—1845.), estonski istraživač, spomenuo je naselje Ojmjakon u svom putopisu k Novosibirskim otocima, iz prve polovine 19. stoljeća. Tijekom 1920-ih i 1930-ih godina Ojmjakon je bilo tipično povremeno naselje, gdje su svoje utočište tražili stočari i lovci na sobove.
Sovjetska vlast, u želji nomadima osigurati normalne uvjete za život i stalan boravak, izgradila je trajno naselje. Tijekom Drugog svjetskog rata u blizini sela izgrađena je pista za slijetanje zrakoplova na liniji Aljaska-Sibir, koja je uspostavljena na osnovi Zakona o zajmu i najmu (program opskrbe saveznika za vrijeme rata od strane SAD-a). Ojmjakonski okrug je osnovan 1931. godine, a 1954. upravno središte postalo je mjesto Ust-Nera. Danas je Ojmjakon stalno naseljeno selo.

## Stanovništvo
Prema procjeni iz 2012. godine u Ojmjakonu živi 512 stanovnika, dok je po podatcima popisa iz 2010. bilo 462 stanovnika (230 muškaraca i 232 žene). Prema nacionalnom sastavu iz 2002. najbrojniji su Jakuti, a zatim slijede Rusi. Službeni jezici su ruski i jakutski. Stanovništvo se pretežno bavi stočarstvom, lovom i ribolovom. Zbog iznimno niskih temperatura uzgajanje žitarica, i proizvodnja voća ili povrća nije moguća, a u prehrani su, shodno tome zastupljeni divlji plodovi mjesnih biljnih vrsta. Među mjesnim poslasticama izdvajaju se mliječni proizvodi „hajak“ i „kjorčeh“, koji su slični maslacu i sladoledu, kao i najpoznatije ojmjakonsko jelo „stroganina“ (ostrugana svježe zaleđena riba). Zahvaljujući čistom zraku, zdravoj prehrani i čistoj vodi, stanovnici Ojmjakona su poznati po dugovječnosti. Upraviteljica sela je Rozalija Petrovna Kondakova.

## Gospodarstvo
Stanovništvo Ojmjakona se najvećim dijelom bavi stočarstvom, točnije gajenjem sobova i divljih konja. Osim toga zastupljen je i ribolov na rijeci Indigirki. Okolina mjesta bogata je nalazištima i rudnicima zlata koji se koriste. Zbog niskih temperatura u Ojmjakonu nema mobilne telefonije i signala. Turizam je razvijen na osnovi klimatske specifičnosti (najniže temperature), što je razlog dolaska turista. Tijekom 2012. godine Ojmjakon je posjetilo 57 turista od čega najviše Nijemaca i Engleza. Svaki posjetitelj u okviru organiziranog obilaska dobiva „Uvjerenje o boravku na Polu hladnoće“.

### Infrastruktura
Ojmjakon je malo mjesto povezano mjesnim cestama sa susjednim naseljima: Hara-Tumulom i Terjutom na sjeverozapadu, Očjugejom na jugu i Tomtorom i Bereg-Jurdjom na jugoistoku. U selu se nalaze škole i vrtić, zatim dom kulture i športski centar. U istočnom dijelu se nalazi mjesna mljekara i pilana. Južno od sela Tomtora nalazi se zračna luka Ojmjakon (ICAO kod — UEMJ), koja je izgrađena tijekom Drugog svjetskog rata, a zatvorena 1970-ih godina. Ima jednu zemljanu pistu duljine 1,9 kilometara. Općinska zgrada se nalazi u središtu Ojmjakona.

## Ojmjakon u medijima
Ojmjakon se spominje i pojavljuje u brojnim televizijskim serijama i emisijama:
- u nastavku „The Winter's Tale“ dokumentarne serije Savage Skies iz 1996. godine meteorolog Al Rocker posjetio je Sibir i Ojmjakon[37][38]
- u prvom nastavku druge sezone (nastavak Sibir[39]) dokumentarne serije „Najopasniji putevi na svijetu“ Eddie Birn i Andy Parsons putuju kroz Sibir[40]
- oksfordski geograf Nick Middleton u svojoj televizijskoj seriji „Going to Extremes“ posjetio je selo i predstavio kako mještani žive i preživljavaju ekstremne hladnoće[41]
- kamerman Geoff Mackley sminio je nastavak televizijske serije „Dangerman“ (za Discovery Channel), u kojoj je proveo noć u šatoru i vodio bika do izvora po vodu[42][43]
- u nastavku „Hot and Cold“ BBC-jeve serije Ekstremni svijet prikazan je Ojmjakon kao najhladnije stalno naseljeno mjesto na svijetu[44]
- u nastavku „Chilling Out“ australske TV serije 60 minuta voditelj Liam Bartlett predstavlja način života u Ojmjakonu[45]
- u nastavku „Russia: The Bull of Winter“ putopisne TV serije Departures, putnici Scott Wilson i Justin Lukach posjetili su selo i jahali sobove do Pola hladnoće[46]

## Poznati stanovnici
Za povijest Ojmjakona važan je Nikolaj Josipovič Krivošapkin (1832.—1926.), trgovac, humanist i filantrop. Rodio se u Tarin-Jurjahskom okrugu (danas Ojmjakonski) 1832. godine. Tijekom života i školovanja stekao je bogatstvo koje je uložio u svoj rodni kraj. Nikolaj je dao izgraditi dvije crkve, dom kulture, osnovnu školu i knjižnicu u Ojmjakonu i okolini. Umro je 1926. u 95. godini života.